# Ady Schmit
Ady Schmit (Lussemburgo, 17 agosto 1940) è un ex calciatore lussemburghese, di ruolo centrocampista.

## Carriera

### Club
Ady Schmit ha iniziato la sua carriera calcistica nel 1959 con il CS Fola Esch, club lussemburghese con cui ha giocato fino al 1962. Successivamente si è trasferito in Francia, dove ha trascorso la maggior parte della sua carriera.
Dal 1962 al 1970 ha militato nel FC Sochaux-Montbéliard, collezionando 245 presenze e segnando 82 reti. In seguito, ha giocato per il FC Mulhouse dal 1970 al 1973, disputando 52 partite e realizzando 4 gol. Ha concluso la sua carriera da calciatore con il SAS Épinal, dove ha giocato dal 1973 al 1975.

### Nazionale
A livello internazionale, Schmit ha rappresentato la Nazionale di calcio del Lussemburgo dal 1960 al 1970, totalizzando 49 presenze e segnando 6 gol. Una delle sue prestazioni più notevoli è stata l'8 ottobre 1961, quando ha realizzato una tripletta nella vittoria per 4-2 contro il Portogallo in una partita di qualificazione alla Coppa del Mondo, incontro che ha segnato anche il debutto di Eusébio con la nazionale portoghese. 

### Allenatore
Dopo il ritiro dal calcio giocato, Schmit ha intrapreso la carriera di allenatore, guidando il SAS Épinal nella stagione 1974-1975.